# FA Cup 1890-91
Football Association Challenge Cup 1890–91 var den 20. udgave af Football Association Challenge Cup, nutildags bedre kendt som FA Cup. Turneringen blev afviklet som en cupturnering med deltagelse af 161 klubber. Den første kamp blev spillet den 27. september 1890, og finalen blev afviklet den 21. marts 1891 på Kennington Oval i London, hvor Blackburn Rovers FC besejrede Notts County FC med 3-1. Det var femte gang, at Blackburn Rovers vandt FA Cup'en – de fire første sejre var opnået i sæsonerne 1883-84, 1884-85, 1885-86 og 1889-90.

## Resultater

### Blackburn Rovers' vej til sejren
| Runde        | Dato  | Kamp                                              | Res.   |
| ------------ | ----- | ------------------------------------------------- | ------ |
| Første runde | 17.1. | Middlesbrough Ironopolis FC – Blackburn Rovers FC | [0]1–2 |
| Første runde | 24.1. | Middlesbrough Ironopolis FC – Blackburn Rovers FC | 0–3    |
| Anden runde  | 31.1. | Blackburn Rovers FC – Chester FC                  | 7–0    |
| Kvartfinale  | 14.2. | Blackburn Rovers FC – Wolverhampton Wanderers FC  | 2–0    |
| Semifinale   | 28.2. | Blackburn Rovers FC – West Bromwich Albion FC     | 3–2    |
| Finale       | 21.3. | Blackburn Rovers FC – Notts County FC             | 3–1    |

### Indledende runde
Første runde havde deltagelse to hold, der spillede om én ledig plads i første kvalifikationsrunde.
| Dato  | Kamp                        | Res. |
| ----- | --------------------------- | ---- |
| 27.9. | Crusaders FC – Rochester FC | 5–0  |

### Første kvalifikationsrunde
Første kvalifikationsrunde havde deltagelse af 114 hold, der spillede om 58 ledige pladser i anden kvalifikationsrunde.
| Dato  | Kamp                                                      | Res.  |
| ----- | --------------------------------------------------------- | ----- |
| 4.10. | 93rd Highland Regiment FC – Luton Town FC                 | 7–0   |
| 4.10. | Ardwick AFC – Liverpool Stanley FC                        | 12–00 |
| 4.10. | Bishop Auckland FC – Rendel FC                            | 3–0   |
| 4.10. | Boston FC – Eckington Works FC                            | 3–0   |
| 4.10. | Carlisle FC – Bootle FC                                   | 1–6   |
| 4.10. | Chatham FC – Crusaders FC                                 | 1–2   |
| 4.10. | Chesham FC – Watford Rovers FC                            | 1–2   |
| 4.10. | Chester St. Oswald's FC – Chester FC                      | 0–6   |
| 4.10. | Clifton FC – Wednesbury Old Athletic FC                   | 1–7   |
| 4.10. | Cliftonville FC – Macclesfield Town FC                    | 4–3   |
| 4.10. | Clinton FC – Jardines FC                                  | 3–7   |
| 4.10. | Darlington St. Augustines FC – Barnard Castle Athletic FC | 3–2   |
| 4.10. | Darlington West End FC – Darlington St. Hilda's FC        | 3–2   |
| 4.10. | Derby Junction FC – Sheffield United FC                   | 0–1   |
| 4.10. | Ecclesfield FC – Grimsby Town FC                          | 8–2   |
| 4.10. | Elswick Rangers FC – Newcastle West End FC                | 2–5   |
| 4.10. | Folkstone FC – Old Wykehamists FC                         | 2–1   |
| 4.10. | Gainsborough Trinity FC – Lincoln City FC                 | 1–3   |
| 4.10. | Gateshead Association FC – Sunderland Albion FC           | 2–8   |
| 4.10. | Gorton Villa FC – Denton FC                               | 4–1   |
| 4.10. | Gravesend FC – Old Harrovian AFC                          | 4–1   |
| 4.10. | Hunts County FC – Norwich CEYMS FC                        | 3–1   |
| 4.10. | Hurworth FC – Stockton FC                                 | 00–14 |
| 4.10. | Ipswich Town FC – Reading FC                              | 2–0   |
| 4.10. | Kidderminster FC – Bath City FC                           | 4–1   |
| 4.10. | Langley Green Victoria FC – Kettering Town FC             | 5–0   |
| 4.10. | Leicester Fosse FC – Burton Wanderers FC                  | 0–4   |
| 4.10. | Loughborough FC – Derby Midland FC                        | 3–2   |
| 4.10. | Middlesbrough FC – Scarborough FC                         | 11–00 |
| 4.10. | Millwall Athletic FC – Ilford FC                          | 2–3   |

| Dato   | Kamp                                               | Res.   |
| ------ | -------------------------------------------------- | ------ |
| 4.10.  | Morpeth Harriers FC – Whitburn FC                  | 0–2    |
| 4.10.  | Nantwich FC – Linfield AC                          | 5–4    |
| 4.10.  | Newark FC – Notts Olympic FC                       | 4–0    |
| 4.10.  | Newton Heath FC – Higher Walton FC                 | 2–0    |
| 4.10.  | Northwich Victoria FC – Chirk AAA FC               | 3–2    |
| 4.10.  | Old Brightonians FC – Old Carthusians FC           | 3–4    |
| 4.10.  | Old Etonians FC – Swifts FC                        | 4–1    |
| 4.10.  | Old St. Mark's FC – London Caledonians FC          | 2–3    |
| 4.10.  | Oldbury Town FC – Wellington St. George's FC       | 3–1    |
| 4.10.  | Over Wanderers FC – Druids FC                      | 2–3    |
| 4.10.  | Port Clarence FC – Whitby FC                       | 4–1    |
| 4.10.  | Rotherham Swifts FC – Attercliffe FC               | 5–2    |
| 4.10.  | Rotherham Town FC – Sheffield FC                   | 13–00  |
| 4.10.  | Shankhouse FC – Birtley FC                         | [0]5–4 |
| 4.10.  | Small Heath FC – Hednesford Town FC                | 8–0    |
| 4.10.  | Southwick FC – Bishop Auckland Church Institute FC | 6–0    |
| 4.10.  | Staveley FC – Sheffield Wakeley FC                 | 19–00  |
| 4.10.  | Swindon Town FC – Maidenhead FC                    | 9–0    |
| 4.10.  | Warmley FC – Walsall Town Swifts FC                | 00–12  |
| 4.10.  | Warwick County FC – Burslem Port Vale FC           | 1–3    |
| 4.10.  | Windsor Phoenix Athletic FC – Schorne College FC   | 6–1    |
| 4.10.  | Witton FC – Heywood Central FC                     | 1–4    |
| 4.10.  | Wolverton FC – Marlow FC                           | 0–4    |
| –      | City Ramblers FC – Crystal Palace Engineers FC     | w.o.   |
| –      | Long Eaton Rangers FC – Sheffield Heeley FC        | w.o.   |
| –      | Matlock Town FC – Leys Recreation FC               | w.o.   |
| –      | Rhosllanerchrugog FC – Shrewsbury Town FC          | w.o.   |
| –      | Workington FC – Clitheroe FC                       | w.o.   |
| Omkamp |                                                    |        |
| 18.10. | Shankhouse FC – Birtley FC                         | 5–1    |

### Anden kvalifikationsrunde
Anden kvalifikationsrunde havde deltagelse af 80 hold, der spillede om 40 ledige pladser i tredje kvalifikationsrunde. 58 af holdene var vindere fra første kvalifikationsrunde, mens de resterende 22 hold først trådte ind i turneringen i anden kvalifikationsrunde.
| Dato   | Kamp                                              | Res.   |
| ------ | ------------------------------------------------- | ------ |
| 25.10. | 93rd Highland Regiment FC – Watford Rovers FC     | 3–2    |
| 25.10. | Belper Town FC – Leeds Albion FC                  | 4–2    |
| 25.10. | Bishop Auckland FC – Newcastle East End FC        | 1–2    |
| 25.10. | Bootle FC – Newton Heath FC                       | 1–0    |
| 25.10. | Burslem Port Vale FC – Walsall Town Swifts FC     | 2–3    |
| 25.10. | Burton Swifts FC – Sheffield United FC            | [0]2–1 |
| 25.10. | Chester FC – Northwich Victoria FC                | 2–0    |
| 25.10. | City Ramblers FC – Old Carthusians FC             | 0–8    |
| 25.10. | Crusaders FC – Folkestone FC                      | 6–1    |
| 25.10. | Darlington St. Augustines FC – Middlesbrough FC   | 1–4    |
| 25.10. | Doncaster Rovers FC – Kilnhurst FC                | 4–5    |
| 25.10. | Heywood Central FC – Gorton Villa FC              | 9–0    |
| 25.10. | Ilford FC – Gravesend FC                          | 2–0    |
| 25.10. | Kidderminster FC – Oldbury Town FC                | 4–0    |
| 25.10. | Langley Green Victoria FC – Great Bridge Unity FC | [0]2–1 |
| 25.10. | Leek FC – Druids FC                               | 2–0    |
| 25.10. | Lincoln City FC – Boston FC                       | 9–0    |
| 25.10. | London Caledonians FC – Old Etonians FC           | 6–3    |
| 25.10. | Long Eaton Rangers FC – Heanor Town FC            | 7–3    |
| 25.10. | Loughborough FC – Burton Wanderers FC             | 8–1    |
| 25.10. | Mansfield Town FC – Staveley FC                   | 0–4    |

| Dato   | Kamp                                              | Res.   |
| ------ | ------------------------------------------------- | ------ |
| 25.10. | Matlock Town FC – Derby St. Luke's FC             | 1–0    |
| 25.10. | Newark FC – Beeston FC                            | [0]3–1 |
| 25.10. | Newcastle West End FC – Southwick FC              | 8–1    |
| 25.10. | Norwich Thorpe FC – Ipswich Town FC               | 0–4    |
| 25.10. | Owlerton FC – Rotherham Towm FC                   | 1–4    |
| 25.10. | Rotherham Swifts FC – Jardines FC                 | 3–4    |
| 25.10. | Shankhouse FC – Ashington FC                      | 2–0    |
| 25.10. | South Bank FC – Port Clarence FC                  | 7–2    |
| 25.10. | South Shore FC – Workington FC                    | 10–00  |
| 25.10. | Stockton FC – Middlesbrough Iromopolis FC         | 1–2    |
| 25.10. | Swindon Town FC – Marlow FC                       | 2–0    |
| 25.10. | Windsor Phoenix Athletic FC – Hunts County FC     | 1–2    |
| 25.10. | Wrexham AFC – Nantwich FC                         | 2–3    |
| 6.12.  | Wednesbury Old Athletic FC – Small Heath FC       | [0]0–2 |
| –      | Cliftonville FC – Rhosllanerchrugog FC            | w.o.   |
| –      | Darlington FC – Darlington West End FC            | w.o.   |
| –      | Ecclesfield FC – Grantham Rovers FC               | w.o.   |
| –      | Halliwell FC – Ardwick AFC                        | w.o.   |
| –      | Sunderland Albion FC – Whitburn FC                | w.o.   |
| Omkamp |                                                   |        |
| 8.11.  | Great Bridge Unity FC – Langley Green Victoria FC | 4–2    |

### Tredje kvalifikationsrunde
Tredje kvalifikationsrunde havde deltagelse af de 40 vindere fra anden kvalifikationsrunde, der spillede om 20 ledige pladser i fjerde kvalifikationsrunde.
| Dato   | Kamp                                        | Res.   |
| ------ | ------------------------------------------- | ------ |
| 15.11. | 93rd Highland Regiment FC – Swindon Town FC | 6–0    |
| 15.11. | Belper Town FC – Loughborough FC            | 2–6    |
| 15.11. | Great Bridge Unity FC – Kidderminster FC    | [0]1–0 |
| 15.11. | Halliwell FC – Bootle FC                    | 4–3    |
| 15.11. | Heywood Central FC – South Shore FC         | 5–0    |
| 15.11. | Ilford FC – Crusaders FC                    | 0–7    |
| 15.11. | Ipswich Town FC – Hunts County FC           | 5–2    |
| 15.11. | Leek FC – Cliftonville FC                   | 1–2    |
| 15.11. | Lincoln City FC – Ecclesfield FC            | 3–0    |
| 15.11. | London Caledonians FC – Old Carthusians FC  | 2–0    |
| 15.11. | Long Eaton Rangers FC – Jardines FC         | 4–1    |

| Dato   | Kamp                                                | Res.   |
| ------ | --------------------------------------------------- | ------ |
| 15.11. | Middlesbrough FC – Darlington FC                    | [0]2–0 |
| 15.11. | Middlesbrough Ironopolis FC – South Bank FC         | 6–1    |
| 15.11. | Nantwich FC – Chester FC                            | 4–5    |
| 15.11. | Newcastle East End FC – Shankhouse FC               | 5–0    |
| 15.11. | Newcastle West End FC – Sunderland Albion FC        | 0–3    |
| 15.11. | Rotherham Town FC – Beeston FC                      | 6–1    |
| 15.11. | Sheffield United FC – Matlock Town FC               | 3–0    |
| 15.11. | Staveley FC – Kilnhurst FC                          | 6–2    |
| 15.11. | Walsall Town Swifts FC – Wednesbury Old Athletic FC | 5–3    |

### Fjerde kvalifikationsrunde
Fjerde kvalifikationsrunde havde deltagelse af 20 hold, der spillede om 10 ledige pladser i første runde.
| Dato    | Kamp                                         | Res.   |
| ------- | -------------------------------------------- | ------ |
| 6.12.   | Crusaders FC – London Caledonians FC         | 4–2    |
| 6.12.   | Halliwell FC – Heywood Central FC            | 2–1    |
| 6.12.   | Ipswich Town FC – 93rd Highland Regiment FC  | 1–4    |
| 6.12.   | Kidderminster FC – Walsall Town Swifts FC    | 3–0    |
| 6.12.   | Lincoln City FC – Staveley FC                | 4–1    |
| 6.12.   | Long Eaton Rangers FC – Rotherham Town FC    | 2–1    |
| 6.12.   | Middlesbrough Ironopolis FC – Darlington FC  | [0]6–0 |
| 6.12.   | Newcastle East End FC – Sunderland Albion FC | 2–2    |
| 6.12.   | Sheffield United FC – Loughborough FC        | 6–1    |
| –       | Chester FC – Cliftonville FC                 | w.o.   |
| Omkampe |                                              |        |
| 20.12.  | Middlesbrough Ironopolis FC – Darlington FC  | 3–0    |
| 20.12.  | Newcastle East End FC – Sunderland Albion FC | 0–2    |

### Første runde
Første runde havde deltagelse 32 hold. 10 af holdene havde spillet sig igennem kvalifikationsrunderne, mens 22 hold først trådte ind i turneringen i første runde.
| Dato    | Kamp                                               | Res.   |
| ------- | -------------------------------------------------- | ------ |
| 17.1.   | Accrington FC – Bolton Wanderers FC                | 2–2    |
| 17.1.   | Aston Villa FC – Casuals FC                        | 13–10  |
| 17.1.   | Burnley FC – Crewe Alexandra FC                    | 4–2    |
| 17.1.   | Chester FC – Lincoln City FC                       | 1–0    |
| 17.1.   | Clapton FC – Nottingham Forest FC                  | 00–14  |
| 17.1.   | Crusaders FC – Birmingham St. George's FC          | 0–2    |
| 17.1.   | Darwen FC – Kidderminster FC                       | [0]3–1 |
| 17.1.   | Long Eaton Rangers FC – Wolverhampton Wanderers FC | 1–2    |
| 17.1.   | Middlesbrough Ironopolis FC – Blackburn Rovers FC  | [0]1–2 |
| 17.1.   | Royal Arsenal FC – Derby County FC                 | 1–2    |
| 17.1.   | Sheffield United FC – Notts County FC              | 1–9    |
| 17.1.   | The Wednesday FC – Halliwell FC                    | 12–00  |
| 17.1.   | Stoke FC – Preston North End FC                    | 3–0    |
| 17.1.   | Sunderland AFC – Everton FC                        | 1–0    |
| 17.1.   | Sunderland Albion FC – 93rd Highland Regiment FC   | 2–0    |
| –       | West Bromwich Albion FC – Old Westminsters FC      | w.o.   |
| Omkampe |                                                    |        |
| 24.1.   | Accrington FC – Bolton Wanderers FC                | 5–1    |
| 24.1.   | Darwen FC – Kidderminster FC                       | 13–00  |
| 24.1.   | Middlesbrough Ironopolis FC – Blackburn Rovers FC  | 0–3    |

### Anden runde
Anden runde havde deltagelse af de 16 hold, der gik videre fra første runde, og holdene spillede om otte ledige pladser i kvartfinalerne.
| Dato         | Kamp                                                 | Res. |
| ------------ | ---------------------------------------------------- | ---- |
| 31.1.        | Accrington FC – Wolverhampton Wanderers FC           | 2–3  |
| 31.1.        | Birmingham St. George's FC – West Bromwich Albion FC | 0–3  |
| 31.1.        | Blackburn Rovers FC – Chester FC                     | 7–0  |
| 31.1.        | Darwen FC – Sunderland AFC                           | 0–2  |
| 31.1.        | Derby County FC – The Wednesday FC                   | 2–3  |
| 31.1.        | Notts County FC – Burnley FC                         | 2–1  |
| 31.1.        | Stoke FC – Aston Villa FC                            | 3–0  |
| 31.1.        | Sunderland Albion FC – Nottingham Forest FC          | 1–1  |
| Omkamp       |                                                      |      |
| 7.2.         | Nottingham Forest FC – Sunderland Albion FC          | 3–3  |
| Anden omkamp |                                                      |      |
| 11.2.        | Nottingham Forest FC – Sunderland Albion FC          | 5–0  |

### Kvartfinaler
Kvartfinalerne havde deltagelse af de otte hold, der gik videre fra anden runde, og holdene spillede om fire ledige pladser i semifinalerne.
| Dato  | Kamp                                             | Res. |
| ----- | ------------------------------------------------ | ---- |
| 14.2. | Blackburn Rovers FC – Wolverhampton Wanderers FC | 2–0  |
| 14.2. | Notts County FC – Stoke FC                       | 1–0  |
| 14.2. | The Wednesday FC – West Bromwich Albion FC       | 0–2  |
| 14.2. | Sunderland AFC – Nottingham Forest FC            | 4–0  |

### Semifinaler
Semifinalerne havde deltagelse af de fire hold, der gik videre fra kvartfinalerne.
| Dato   | Kamp                                          | Res. | Spillested |
| ------ | --------------------------------------------- | ---- | ---------- |
| 28.2.  | Blackburn Rovers FC – West Bromwich Albion FC | 3–2  | Stoke      |
| 28.2.  | Notts County FC – Sunderland AFC              | 3–3  | Sheffield  |
| Omkamp |                                               |      |            |
| 11.3.  | Sunderland AFC – Notts County FC              | 0–2  | Sheffield  |

### Finale
| Dato  | Kamp                                  | Res. | Tilskuere | Spillested              |
| ----- | ------------------------------------- | ---- | --------- | ----------------------- |
| 21.3. | Blackburn Rovers FC – Notts County FC | 3–1  | 23.000    | Kennington Oval, London |